# 授課語言
授課語言又稱教學語言（英語：medium of instruction）是用於教學的語言。它可能是在地的官方語言，也可能不是。如果學生的第一語言並非官方語言，則母語通常會成為學校的教授語言之一。雙語教學則可能使用多於一種教授語言。聯合國教科文組織認為以小孩的母語提供教育確實是一個重要的議題。

## 外部連結
- The place of the mother tongue in school education （页面存档备份，存于） — recommendation Nr. 1740 (2006) by PACE
- The use of Vernacular Languages in Education （页面存档备份，存于） UNESCO 1953